# Maria Olga de Moraes Sarmento da Silveira
Maria Olga de Moraes Sarmento da Silveira (Setúbal, 26 de maio de 1881 — dezembro de 1948) foi uma escritora e conferencista portuguesa.
Filha e neta de militares, passou parte da infância em Elvas, onde se tornou amiga de Virgínia Quaresma. Casou aos 16 anos com um médico da Armada, que sete anos depois morreu em combate em Cuamato (Angola).
Esteve fortemente ligada ao grupo de intelectuais portuguesas que no início do século XX lutou pelos direitos cívicos, legais e políticos das mulheres.
Dirigiu a publicação Sociedade Futura, criada em 1902, sucedendo no cargo a Ana de Castro Osório, uma das principais teóricas do feminismo e também se conhece colaboração da sua autoria na revista  A Arte Musical  (1898-1915).
Aderiu à Liga Portuguesa da Paz, fundando e tornando-se presidente da sua Secção Feminista em 1906. Em 18 de Maio de 1906 proferiu, na Sociedade de Geografia de Lisboa, uma conferência sobre o "Problema Feminista". Viajou também como conferencista à América do Sul, visitando o Brasil, o Uruguai e a Argentina. No Brasil, conheceu e tornou-se amiga da escritora Júlia Lopes de Almeida.

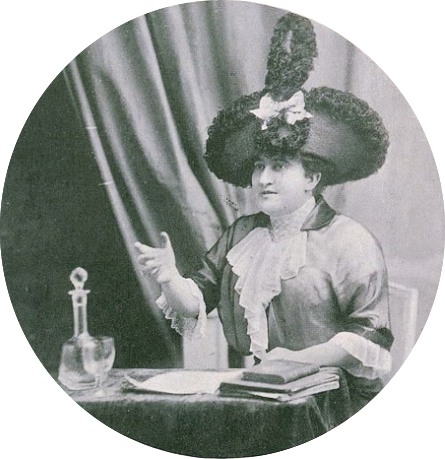
Olga de Moraes Sarmento, em Paris durante a sua conferência sobre o Brasil em abril de 1912, no clube feminista Le Lyceum, presidido pela duqueza d'Uzés.

Mulher emancipada, ainda que monárquica e católica, viveu em Paris cerca de trinta anos, incluindo durante I Guerra Mundial. A razão do exílio voluntário é apontada nas suas Memórias: "o meu eterno conflito com as convenções, com os preconceitos portugueses". A jovem viúva não voltou a casar, mas manteve profundas amizades femininas, cujos nomes estão ligados ao nascimento da cultura lésbica em França, como Renée Vivien, Lucie Delarue-Mardrus, Hélène de Zuylen, Colette, a Princesa Violette Murat e a Duquesa Élisabeth de Clermont-Tonnerre. Durante mais de trinta anos foi companheira da Baronesa Hélène de Zuylen de Nyevelt, née Rothschild, a quem salvou do Holocausto, levando-a para Lisboa e, posteriormente, para Nova Iorque. Hélène de Zuylen morreu em Lisboa em 17 de Outubro de 1947. Olga dedicou-lhe também as suas Memórias, publicadas em 1948.

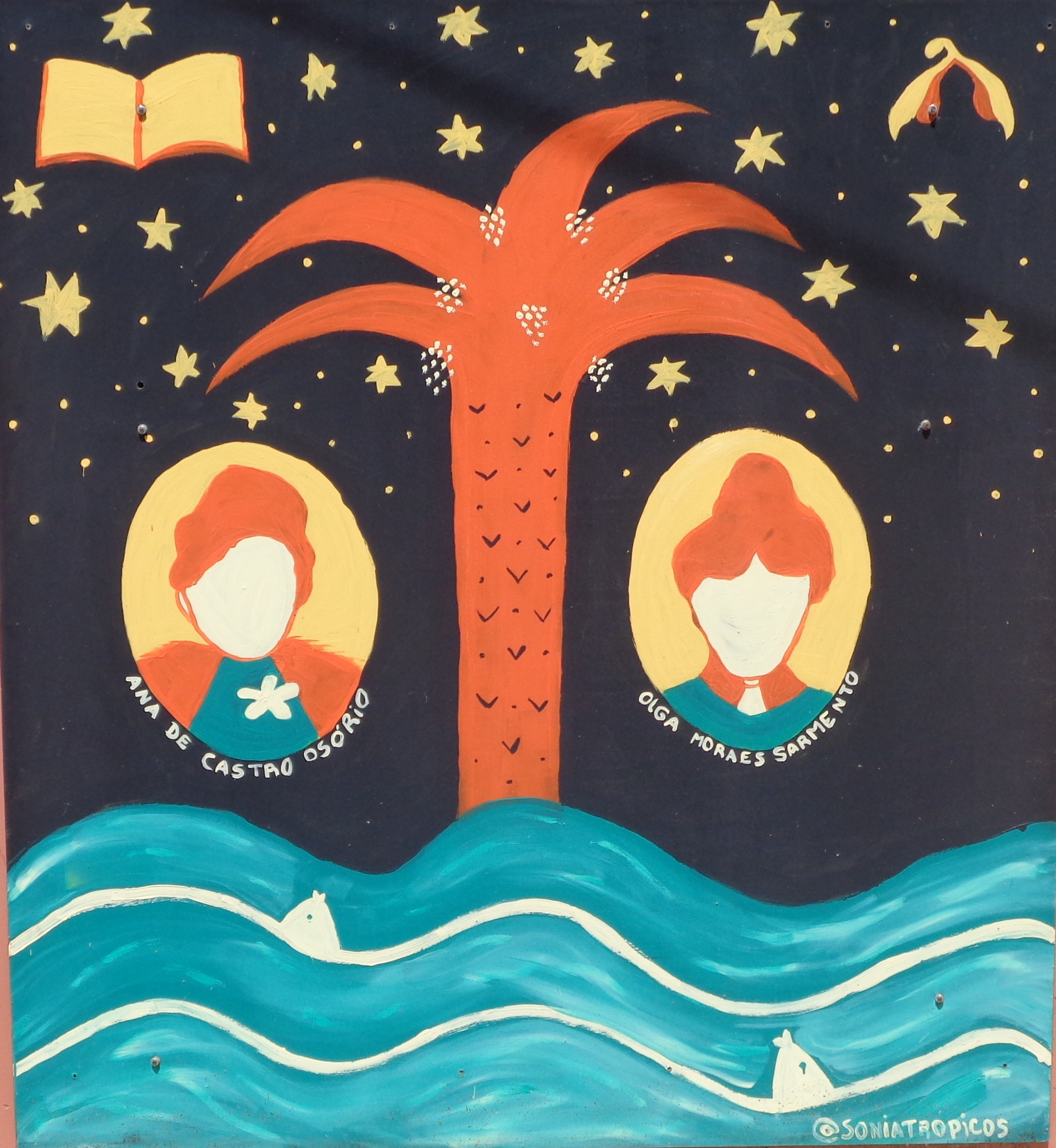
Ana de Castro Osório e Olga de Morais Sarmento numa pintura mural em Setúbal

Muito ligada à sua terra natal, Setúbal, deixou à Câmara Municipal todo o seu espólio, incluindo a sua biblioteca pessoal, e uma vasta colecção de autógrafos de personalidades de relevo da arte, da música e da literatura em bilhetes-postais, cartas, livros e desenhos. Este legado faz parte do acervo do Museu de Setúbal/Convento de Jesus.

## Afirmação lésbica e cultura do armário

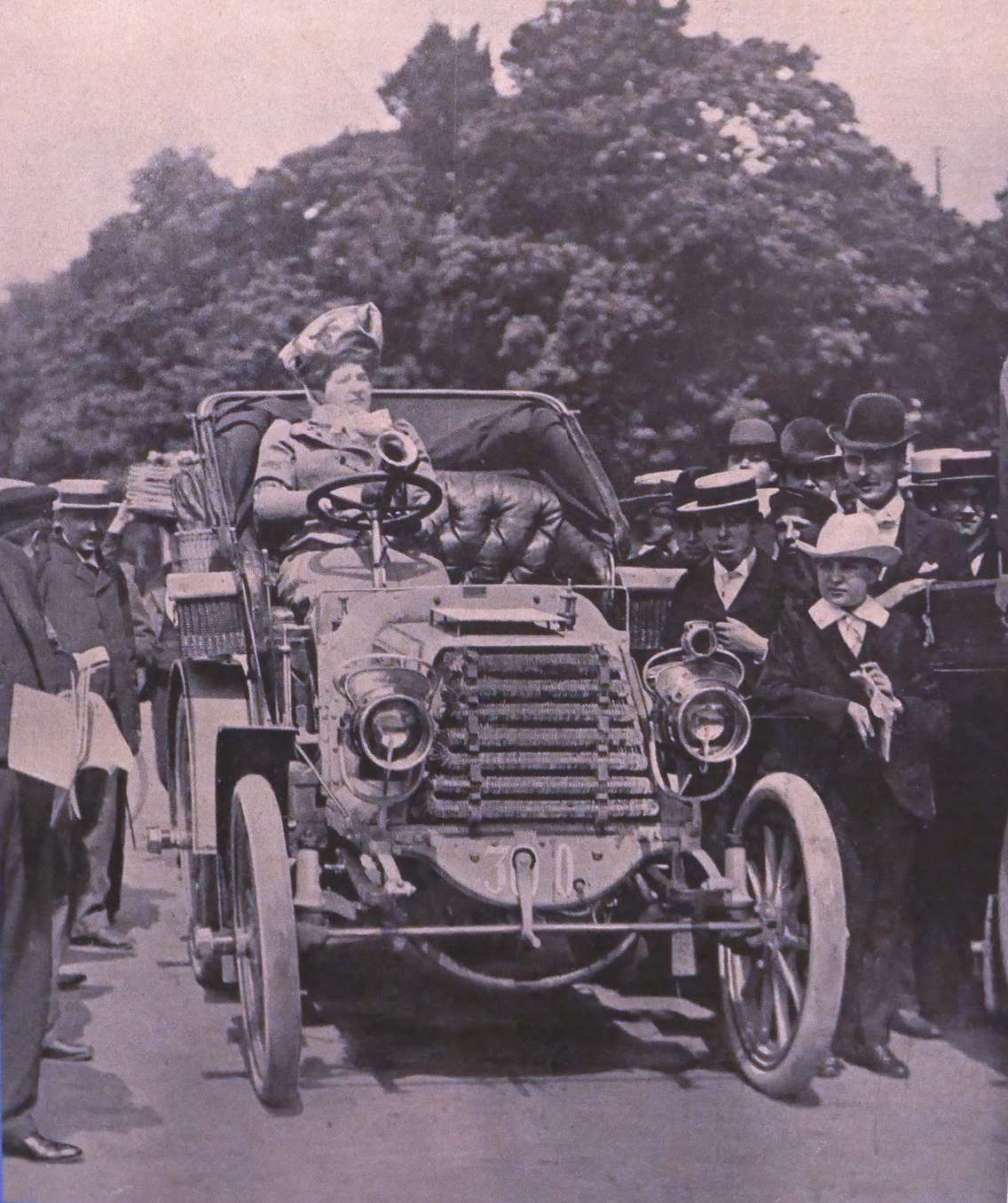
Hélène de Zuylen foi uma das primeiras mulheres a obter a carta de condução em França e tornou-se uma das pioneiras a participar em rallyes, tal como nesta foto ao volante de uma Panhard & Levassor na corrida Paris-Berlin de 1901.

Nas suas Memórias (1948), a escritora conta o seu exílio parisiense de mulher emancipada que frequenta os salões lésbicos da Belle Époque e dos Anos Loucos, sem nunca identificar directamente a sexualidade das mulheres e dos homens que evoca, tornando-se um subtexto perceptível pelas leitoras partilhando as mesmas referências culturais. Dedica no entanto as Memórias a Hélène de Zuylen, que nasceu Rothschild (1863-1947), riquíssima baronesa com quem teve uma relação amorosa de trinta anos: « À Hélène ofereço estas páginas que são o pálido retrato da minha vida, essa vida em que ela foi, pela nobreza inigualável da sua alma, pela inteligência compreensiva da sua amizade, pela generosidade calorosa do seu coração, a grande luz maternal que soube iluminar e aquecer mais de trinta anos de uma dedicação perfeita ». 

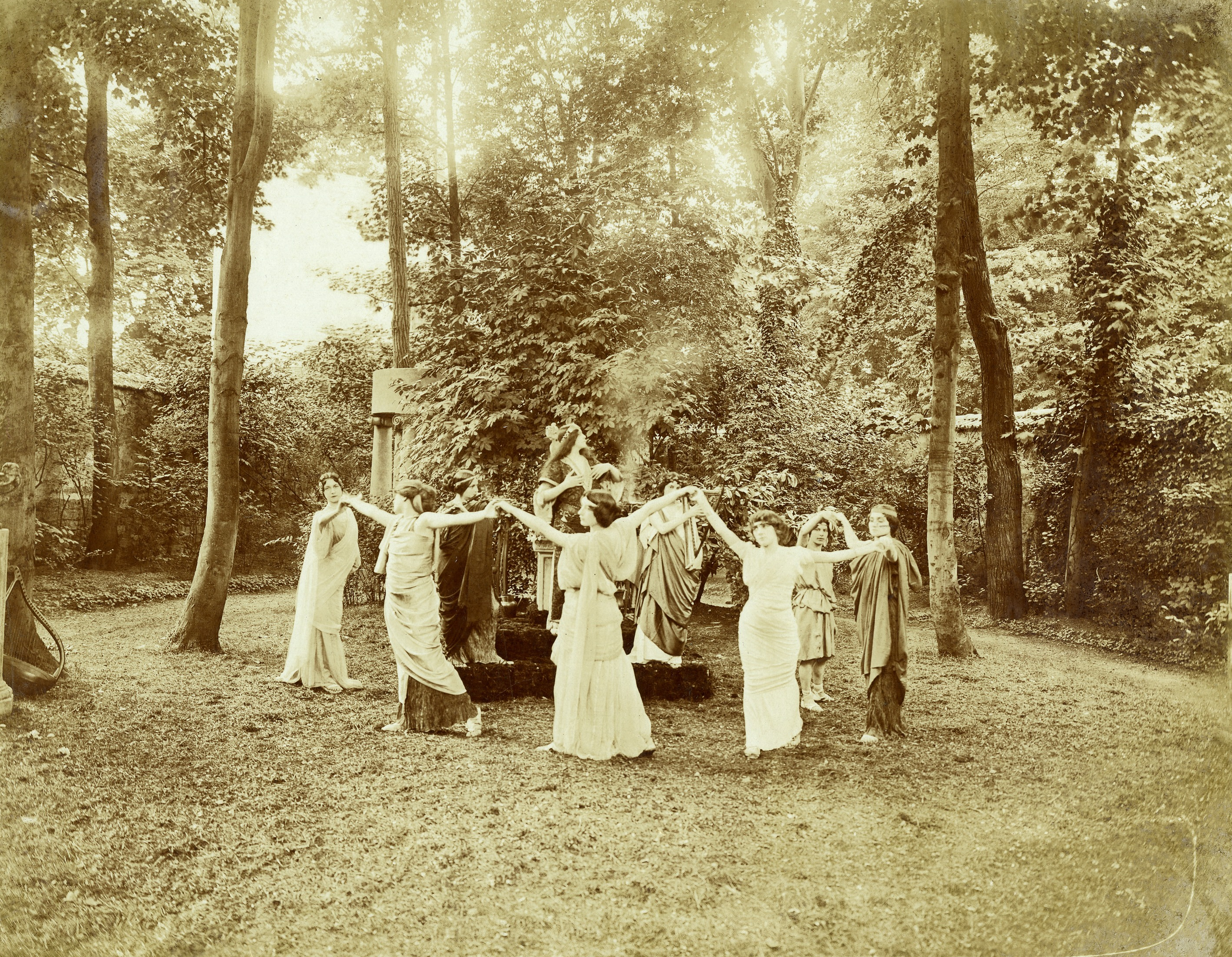
Olga de Moraes Sarmento participou nos círculos femininos organizados por Natalie Barney no seu Templo da Amizade, situado nos jardins da casa rue Jacob em Paris para onde se mudou em 1908. Anteriormente, Barney já tinha organizado encenações para os poemas de Safo no seu jardim de Neuilly: nesta foto c.1905, identificam-se Natalie Barney (ao centro, de perfil), Penelope Duncan (harpa), Eva Palmer (declamadora) e Liane de Pougy (à esquerda).

O seu exílio parisiense terá começado em 1914, cinco anos após a sua viuvez aos 23 anos de um abastado médico da marinha. Não voltou a casar, apesar de ser comum nas mulheres da época para impedir rumores sobre o seu lesbianismo. Assim que chegou a Paris frequentou os salões organizados por quatro importantes figuras lésbicas: a mecenas de música Winnaretta Singer, a literária Élisabeth de Clermont-Tonnerre, e excêntrica cocainómana Eugène Murat e a brilhante escritora Lucie Delarue-Mardrus. Juntamente com a escritora portuguesa Virgínia Vitorino, Olga convidaria as últimas três a darem conferências no Teatro Nacional D. Maria II. Olga recebia na sua residência da rua Anatole de la Forge em Paris e frequentaria também os salões da condessa de Greffulhe , de Herminie de La Brousse de Verteillac, e da célebre Anna de Noailles, muito próxima dos meios artísticos. Esta introdução na classe privilegiada parisiense deve-se provavelmente a Hélène de Zuylen. Apesar de lhe dedicar as memórias, Olga nunca nos indicará como se encontrou com esta mulher, que apesar de casada, já tinha vivido uma paixão intensa com Renée Vivien de 1902 a 1907, desviando-a dos braços da "Amazona" Natalie Barney. Renée Vivien escreveria vários livros com Hélène (adoptando o pseudónimo Paule Riversdale) e dedicar-lhe-ia tantos outros, incluindo o explícito Á l’heure des mains jointes (1906), que é mencionado nas memórias de Olga de Moraes Sarmento.  

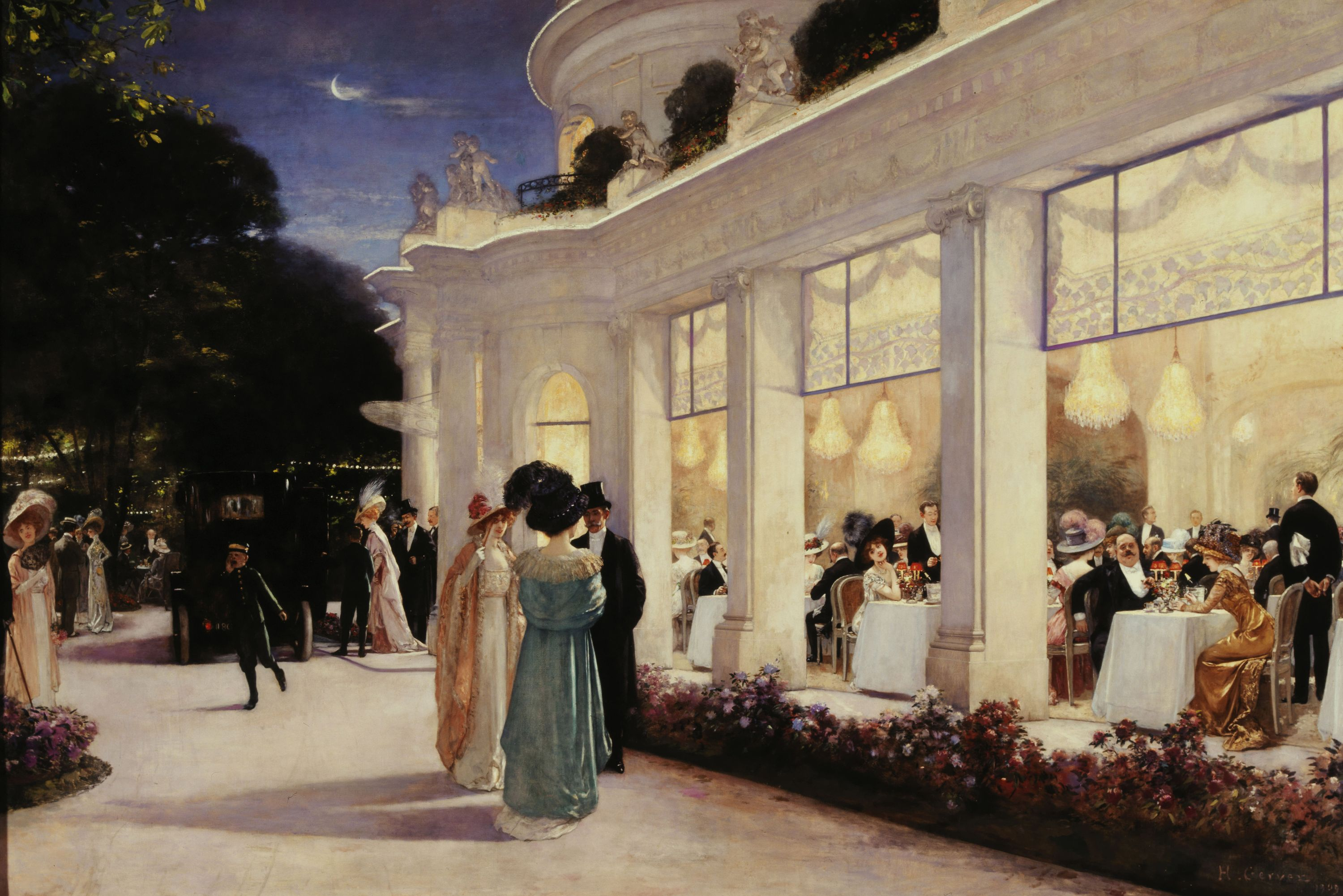
Olga de Moraes Sarmento ia regularmente com Hélène de Zuylen ou Virgínia Vitorino ao restaurante Pré Catelan no bosque de Bolonha em Paris, aqui representado em 1909 num quadro de Henri Gervex, onde se vê sentada sozinha Liane de Pougy, amante de Natalie Barney.

Colette evoca também Hélène no seu livro Le Pur et l’Impur, observando a sua inclinação por mulheres mais jovens (Olga tinha 18 anos de diferença em relação a Hélène) e os locais onde se encontravam, como o cabaret Boeuf-sur-le-toit, lançado por Jean Cocteau. Olga evocará nas suas memórias o fascínio que tinha pela escultura de Safo que viu no museu de Istambul e prestará homenagem a várias figuras do meio lésbico e homossexual: George Sand, Rosa Bonheur, Renée Vivien, Lucie Delarue-Mardrus, Pierre Loti, Jean Cocteau, Colette, a cantora lírica Germaine de Castro (pseudónimo de Victoria Gomez), Reynaldo Hahn, Leitão de Barros, Alice Moderno, Marguerite Moreno. Regressa definitivamente a Lisboa em 1939, quando eclode a Segunda Guerra Mundial, com Hélène de Zuylen, que era judia, de forma a que esta pudesse escapar aos campos de concentração, antes de embarcarem para New York onde receberam a notícia da vitória dos Aliados. Hélène morre com 84 anos em Lisboa a 17 de outubro 1947. 

## Algumas obras
- "Problema Feminista" (1906)
- A Marquesa de Alorna (sua influência na sociedade portuguesa)(com prefácio de Teófilo Braga)(1907)
- Arte, Literatura & Viagens (1909)
- A Infanta Dona Maria e a Corte Portuguesa (1909)
- La Patrie Brésilienne (1912)
- Sa Majesté la Reine Amélie de Portugal, Princesse de France (1924)
- Teófilo Braga: Notas e Comentários (1925)
- As Minhas Memórias: Tempo Passado, Tempo Ausente (1948)

## Condecorações recebidas
- Legião de Honra
- Ordem de Cristo
- Ordem de Santiago da Espada